# Juan Manuel Fernández Pacheco

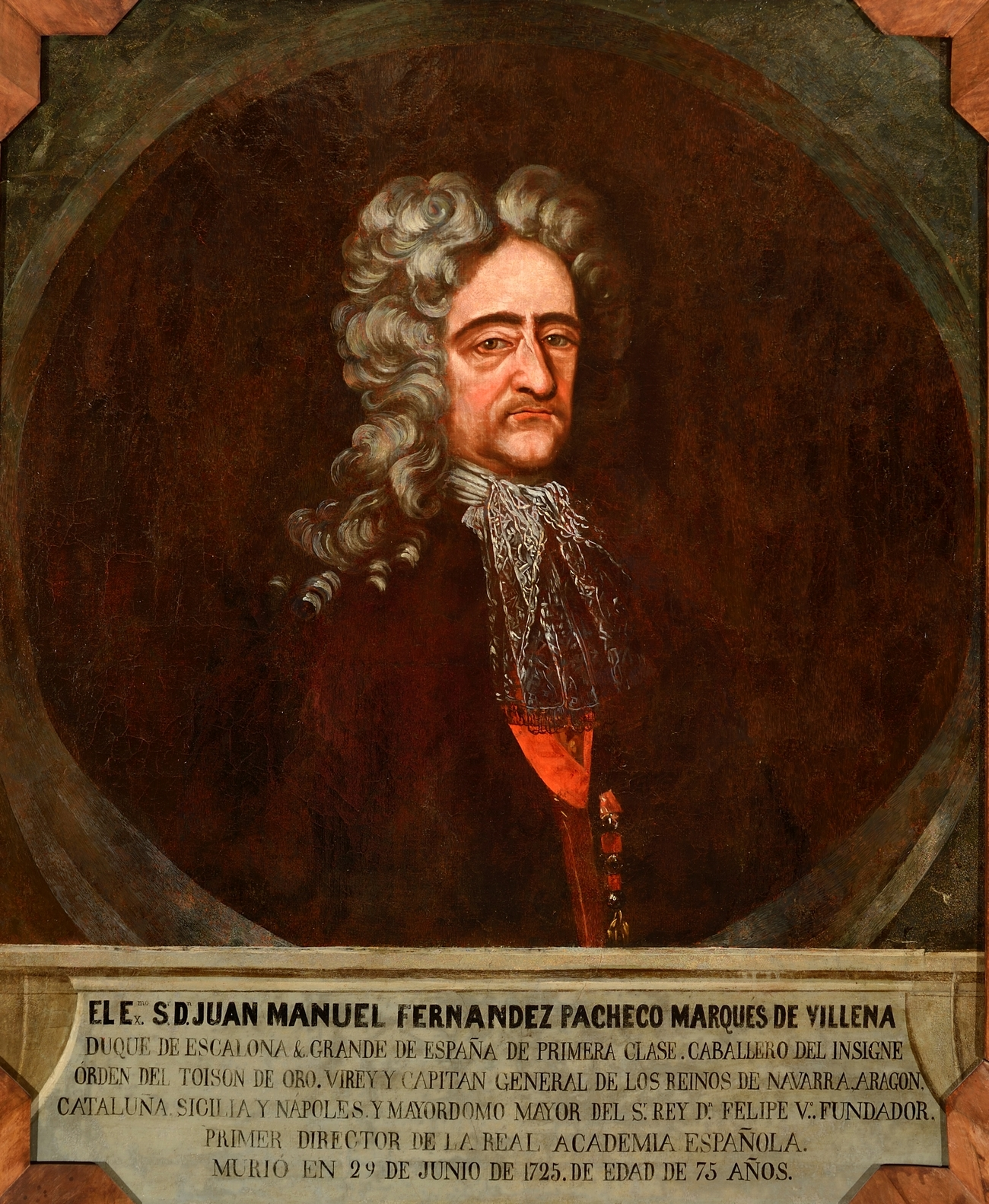
Juan Manuel Fernández Pacheco.

Juan Manuel Fernández Pacheco, foi Duque de Escalona e Vice-rei de Navarra. Exerceu o vice-reinado de Navarra entre 1691 e 1692. Antes dele o cargo foi exercido por Alejandro de Bournonville. Seguiu-se-lhe Baltasar de Zúñiga y Guzmán, Marquês de Valero.